# 페테리 코포넨
페테리 요한네스 코포넨(핀란드어: Petteri Johannes Koponen, 1988년 4월 13일 ~ )은 핀란드의 농구 선수로 포지션은 포인트 가드, 슈팅 가드이다. 2004년에 핀란드 프로 농구팀인 타피올란 혼카에 입단하여 프로 선수 생활을 시작했으며, 코리스리가에서 2차례 우승을 차지했다. 2007년 NBA 드래프트에서 1라운드 30위로 필라델피아 세븐티식서스의 지명을 받았으나 NBA에서 활동하지 않고 2008년에 이탈리아로 건너가 비르투스 볼로냐에서 활동했다. 2012년에는 러시아 VTB 유나이티드 리그의 팀인 BC 힘키로 이적하여 2016년까지 뛰었다. 이후 FC 바르셀로나를 거쳐 바이에른 뮌헨 소속으로 배스킷볼 분데스리가 우승 1회 달성했다. 2021년에는 이탈리아 리그의 팔라카네스트로 레자나 소속으로 뛰었으며 시즌 후 핀란드로 돌아왔다.
핀란드 국가대표 선수로 활약하여 FIBA 유로바스켓에 4회 출전했으며, 2014년에는 FIBA 월드컵에 참가했다.

## 경력 통계

### 유로리그
| 시즌    | 팀   | 경기 | 선발 | 출장시간 | 야투% | 3점슛% | 자유투% | 리바운드 | 어시스트 | 스틸 | 블록 | 득점 | 평가 |
| ------- | ---- | ---- | ---- | -------- | ----- | ------ | ------- | -------- | -------- | ---- | ---- | ---- | ---- |
| 2012–13 | 힘키 | 21   | 5    | 16.2     | .465  | .429   | .957    | 1.0      | 2.1      | .1   | .1   | 6.5  | 6.6  |
| 경력    |      | 21   | 5    | 16.2     | .465  | .429   | .957    | 1.0      | 2.1      | .1   | .1   | 6.5  | 6.6  |